# Totalisator
Totalisator (totalisatorspel eller totospel) är ett system för vadhållning vid hästkapplöpningar och används i nästan alla länder som anordnar trav- och galopptävlingar i större skala. Den gamla engelska formen för vadhållning  genom bookmakers finns dock delvis kvar i Storbritannien.
Totospel kan spelas i samband med tävlingarna genom att köpa spelkuponger på olika insatsbelopp för varje häst. På en tavla anges undan för undan för publiken summan av insatserna på varje häst och på allesammans. När löpningen börjar stängs biljettluckorna, och omedelbart efter avslutat lopp fördelas insatserna mellan dem som gjort vinnarinsatser. Vinnarpengarna utbetalas när man återlämnar spelkupongerna vid totalisatorns biljettluckor. Numera kan man följa med tävlingarna och även spela via Internet.

## Totalisatorspel i Sverige
Spelen som tillhandahålls i Sverige kan normalt sett indelas i två olika typer:
- Odds-spel som oftast förekommer i ett lopp eller högst två
- V-spel som innebär att hitta vinnaren i flera lopp

Spelarna satsar på den häst de tror vinner och de som satsat på den vinnande hästen delar på totalsumman proportionellt efter storleken på insatsen. För arrangören spelar det inte någon roll vilken häst som vinner utan får, som administratör, dra av en fastställd procent från totalsumman innan resterande betalas ut som  vinster.